# Kansais internationella flygplats

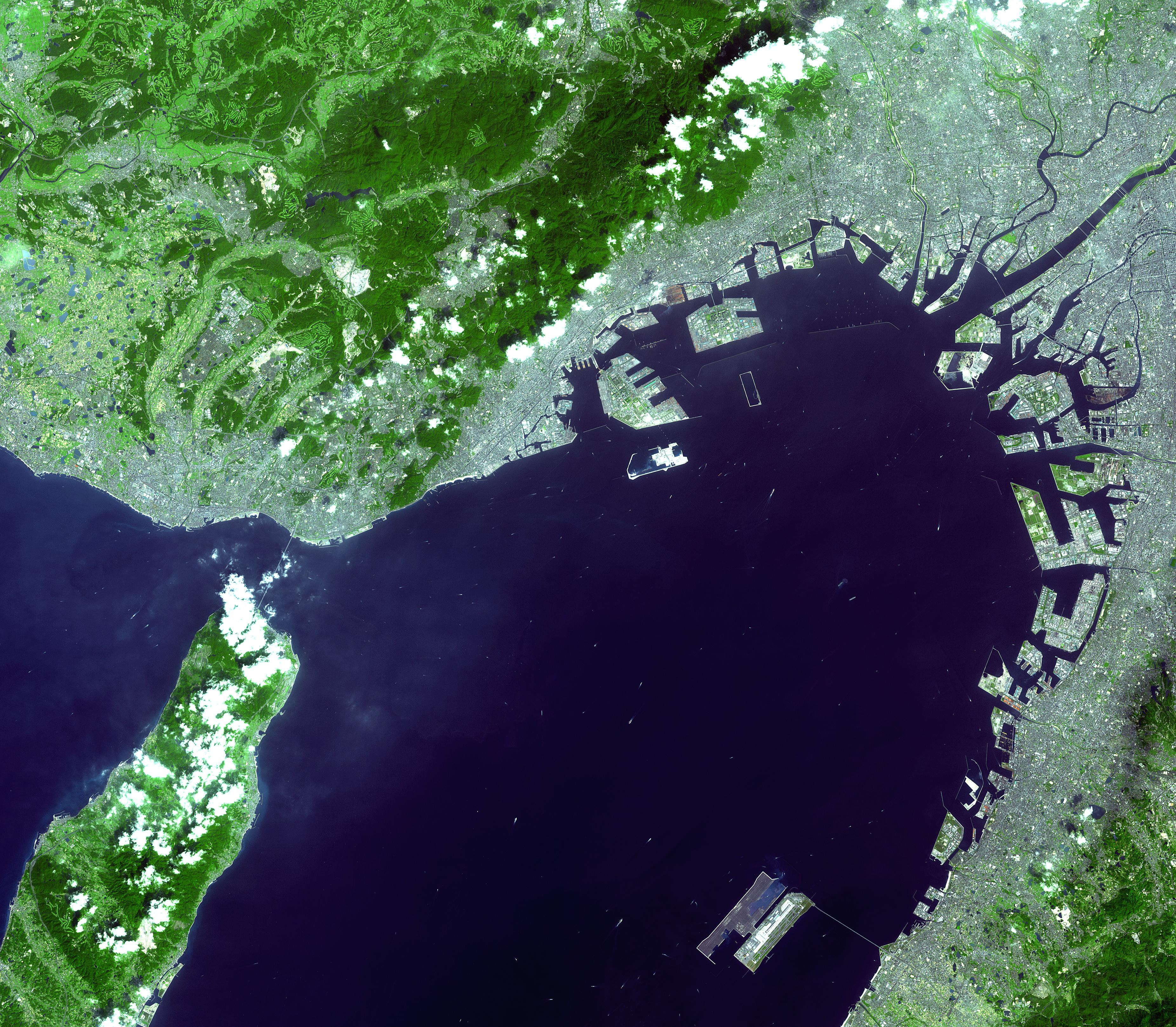
Satellitbild av Osakabukten, Kansai internationella flygplats är den lilla ön längst ner till höger

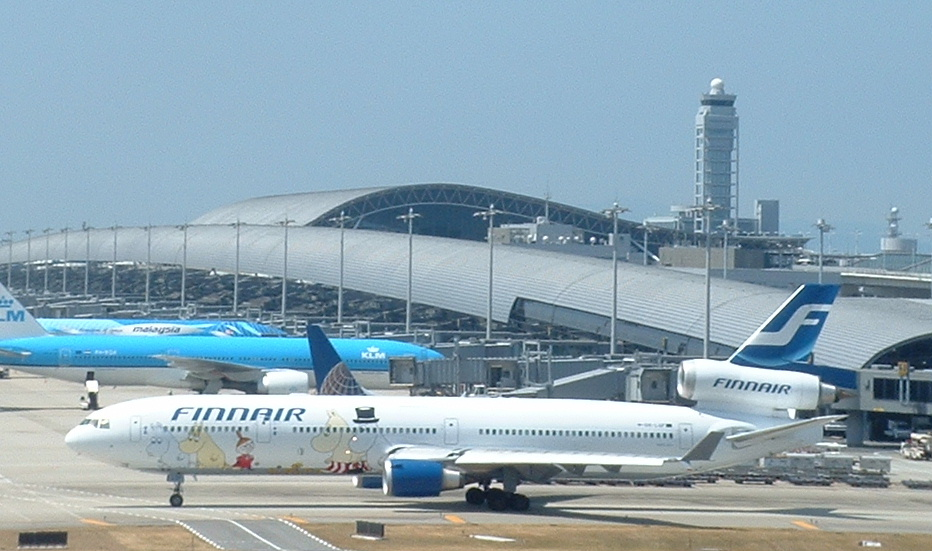
Finnair flyger mellan Helsingfors och Kansai

Kansais internationella flygplats eller Kansai International Airport (japanska: 関西国際空港?, Kansai Kokusai Kūkō) är en flygplats för inrikes- och utrikestrafik, som är uppförd på en konstgjord ö i Osakabukten, söder om Osaka, Japan. Den har varit i bruk sedan 4 september 1994 och har fått sitt namn efter Kansairegionen. 2013 transporterades totalt 670 625 ton gods via Kansais internationella flygplats. 
Flygplatsen är ritad av den italienske arkitekten Renzo Piano och är ett mycket uppmärksammat exempel på det som kallas high-tech-arkitektur.

## Reguljärt
| - Air Canada - Air China - Air France - Alitalia - Continental Airlines - Air Tahiti Nui - All Nippon Airways - Asiana Airlines - Cathay Pacific - Qatar Airways - China Eastern Airlines - EgyptAir - Singapore Airlines - Federal Express | - Finnair - KLM Royal Dutch Airlines - Lufthansa - Malaysia Airlines - China Southern Airlines - EVA Air - Garuda Indonesia - Korean Air - MIAT Mongolian - Northwest Airlines - Emirates - Hainan Airlines - Vietnam Airlines - China Postal Airlines - United Parcel Service | - Thai Airways - Shanghai Airlines - Turkish Airlines - Royal Nepal Airlines - United Airlines - Uzbekistan Airways - Air Caledonie International - Air India - Air New Zealand - Japan Airlines - Philippine Airlines - Xiamen Airlines - Yangtze River Express Airlines - Cargo Italia |

## Statistik
Sökfråga på wikidata efter rådata.